# ماکا مری
ماکا مری (انگلیسی: Maka Mary؛ زادهٔ ۲۷ مارس ۱۹۸۹) بازیکن فوتبال اهل فرانسه است.
از باشگاه‌هایی که در آن بازی کرده‌است می‌توان به باشگاه فوتبال باستیا و باشگاه فوتبال لو آور اشاره کرد.